# Nederwetten
Nederwetten est un village situé dans la commune néerlandaise de Nuenen, Gerwen en Nederwetten, dans la province du Brabant-Septentrional. En 2009, le village comptait environ 800 habitants.